# 阿爾派恩 (加利福尼亞州洛杉磯縣)
阿爾派因（英語：Alpine）是位於美國加利福尼亞州洛杉磯縣的一個非建制地區。該地的面積和人口皆未知。

## 地理
阿爾派因的座標為34°32′21″N 118°06′23″W / 34.53917°N 118.10639°W，而該地的平均海拔高度為868米（即2848英尺）。